# Козляков, Вячеслав Николаевич
Вячесла́в Никола́евич Козляко́в (род. 24 апреля 1961) — российский историк, доктор исторических наук, профессор Рязанского государственного университета имени Сергея Есенина, писатель.

## Биография
В 1978 году поступил на исторический факультет Ярославского государственного университета. Со студенческой скамьи остаётся верен выбранной теме: история Смутного времени в России. Его дипломная работа была посвящена «Первому ополчению», организованному Прокопием Ляпуновым в конце 1610 — начале 1611 года. Отзыв на эту работу написал известный историк Смуты А. Л. Станиславский (1939—1990), преподававший в Московском историко-архивном институте.
В 1989 году окончил аспирантуру Института истории СССР, защитил кандидатскую диссертацию на тему «Источники о формировании и составе городовых служилых корпораций Верхнего Поволжья в первой половине XVII века», его научным руководителем был историк Виктор Буганов.
В 1999 году В. Козляков защитил докторскую диссертацию в Санкт-Петербургском филиале Института российской истории РАН (тема: «Служилый „город“ Московского государства XVII века : от Смуты до Соборного уложения»).
В дальнейшем продолжил разрабатывать тему Смутного времени и, несмотря на то, что этой тематикой занимались многие видные учёные-историки, он смог найти своё место, выдвинув ряд интересных соображений, одобрительно встреченных историками.
Вячеслав Козляков написал ряд работ, среди которых биографии исторических деятелей указанного периода, вышедшие в книжной серии «Жизнь замечательных людей»:
- «Михаил Фёдорович» (2004, 2010),
- «Марина Мнишек» (2005),
- «Василий Шуйский» (2007),
- «Лжедмитрий I» (2009),
- «Борис Годунов» (2011, 2017),
- «Царица Евдокия» (2014),
- «Царь Алексей Тишайший. Летопись власти» (2018).

В 2007 году вышла книга «Смута в России. XVII век», а в 2012 году — «Герои Смуты».
Выступал также в качестве редактора и составителя: подготовил публикации исторических материалов — «Дневник Марины Мнишек» (СПб., 1995), «Русская историография» Георгия Вернадского (М., 1998), неизвестные переводы Владислава Ходасевича, неопубликованные фрагменты мемуаров Анны Вырубовой.
Заслуживает упоминания и деятельность Козлякова, связанная с историей Ярославля. Так, в 1990-х годах он редактировал журнал «Ярославская старина», совместно с Е. А. Ермолиным подготовил к публикации документы Ярославского восстания 1918 года (М., 2007).

## Основные публикации
- Дневник Марины Мнишек / Пер. и вступ. ст. В. Н. Козлякова; Коммент. В. Н. Козлякова, А. А. Севастьяновой; Отв. ред. Д. М. Буланин; Рец. А. Л. Хорошкевич. — СПб.: Дмитрий Буланин, 1995. — 200, [1] с. — (Studiorum Slavicorum Monumenta. T. 9). — 2500 экз. — ISBN 5-86007-017-9.
- Козляков В. Н., Севастьянова А. А. Культурная среда провинциального города // Очерки русской культуры XIX века. — М.: Изд-во МГУ, 1998. — Т. 1: Общественно-культурная среда. — С. 125—202. — 384 с. — (Очерки русской культуры). — 2000 экз. — ISBN 5-211-03858-4.
- Вернадский Г. В. Русская историография / Сост. В. Н. Козляков. — М.: Аграф, 1998. — 448 с. — (Новая история). — 2000 экз. — ISBN 5-7784-0044-6.
- Козляков В. Н. Служилый «город» Московского государства XVII века: От Смуты до Соборного уложения. — Ярославль: Изд-во Ярославского государственного педагогического университета (ЯГПУ), 2000. — 208 с. — ISBN 5-87555-213-1.
- Козляков В. Н. Культура провинциального мира // Провинциальный «мир»: Очерки истории и культуры. — Рязань, 2002. — 116 с.
- Козляков В. Н. Михаил Федорович. — М.: Молодая гвардия, 2004. — 352, [32] с. — (Жизнь замечательных людей: сер. биогр.; вып. 1089 (889)). — 7000 экз. — ISBN 5-235-02699-3.
- Козляков В. Н. Марина Мнишек. — М.: Молодая гвардия, 2005. — 344, [32] с. — (Жизнь замечательных людей; вып. 1135 (935)). — 5000 экз. — ISBN 5-235-02790-6.
- Козляков В. Н. Василий Шуйский. — М.: Молодая гвардия, 2007. — 304, [32] с. — (Жизнь замечательных людей: сер. биогр.; вып. 1275 (1075)). — ISBN 978-5-235-03045-9.
- Козляков В. Н. Смута в России. XVII век. — М.: Омега, 2007. — 528 с. — (Загадочная Россия. Новый взгляд). — 3000 экз. — ISBN 978-5-465-01229-4.
- Ярославское восстание. 1918 / Сост. Е. А. Ермолин, В. Н. Козляков. — М.: Материк, 2007. — 704 с. — (Россия. XX век. Документы). — 1000 экз. — ISBN 5-85646-167-3.
- Козляков В. Н. Земские ополчения и избрание царя Михаила Федоровича // День народного единства: Биография праздника / Авт.: И. Л. Андреев, В. Н. Козляков, П. А. Михайлов, В. А. Токарев, Ю. М. Эскин; Вступ. ст. В. А. Никонова. — М.: Дрофа, 2009. — 352 с. — ISBN 978-5-358-03531-7.
- Козляков В. Н. Лжедмитрий I. — М.: Молодая гвардия, 2009. — 256 с. — (Жизнь замечательных людей: сер. биогр.; вып. 1199). — ISBN 978-5-235-03270-5.
- Козляков В. Н. Михаил Федорович. — 2-е изд., испр. — М.: Молодая гвардия, 2010. — 352, [32] с. — (Жизнь замечательных людей: сер. биогр.; вып. 1474 (1274)). — 5000 экз. — ISBN 978-5-235-03386-3.
- Козляков В. Н. Борис Годунов. — М.: Молодая гвардия, 2011. — 320 с. — (Жизнь замечательных людей: сер. биогр.; вып. 1496 (1296)). — ISBN 978-5-235-03415-0.
- Козляков В. Н., Севастьянова А. А. История и культура регионов России: Учебное пособие. — Рязань: Рязанский государственный университет им. С.А. Есенина, 2011. — 136 с. — ISBN 978-5-88006-726-8.
- Козляков В. Н. Герои Смуты. — М.: Молодая гвардия, 2012. — 352, [32] с. — (Жизнь замечательных людей; вып. 1585 (1385)). — 5000 экз. — ISBN 978-5-235-03555-3.
- Козляков В. Н. Царица Евдокия, или Плач по Московскому царству. — М.: Молодая гвардия, 2014. — 320, [32] с. — (Жизнь замечательных людей. Малая серия: сер. биогр.; вып. 66). — 3000 экз. — ISBN 978-5-235-03724-3.
- Козляков В. Н. Борис Годунов: Трагедия о добром царе. — 2-е изд. — М.: Молодая гвардия, 2017. — 320 с. — (Жизнь замечательных людей: сер. биогр.; вып. 1673). — ISBN 978-5-235-04030-4.
- Козляков В. Н. Царь Алексей Тишайший: Летопись власти. — М.: Молодая гвардия, 2018. — 656 с. — (Жизнь замечательных людей: сер. биогр.; вып. 1685). — ISBN 978-5-235-04049-6.[3]
- Козляков В. Н. Марина Мнишек. — М.: Молодая гвардия, 2018. — 344 с. — 300 экз. — ISBN 978-5-235-04184-4.
  - Kozlâkov V. Maryna Mniszech. / Przełożyła Alicja Wołodźko-Butkiewicz. — Warszawa: Państwowy Instytut Wydawniczy, 2011.
- «Ближние люди» первых Романовых. — М.: Молодая гвардия, 2022. — 343[9] с.: ил. — (Жизнь замечательных людей)